# Alphonse Cerfberr de Medelsheim
 (février 2023).
Si vous disposez d'ouvrages ou d'articles de référence ou si vous connaissez des sites web de qualité traitant du thème abordé ici, merci de compléter l'article en donnant les références utiles à sa vérifiabilité et en les liant à la section « Notes et références ».
Pour les autres membres de la famille, voir Famille Cerfberr de Medelsheim.
Maximilien-Charles-Alphonse Cerfberr de Medelsheim (20 juillet 1817 à Épinal - 16 décembre 1883 à Paris) est un haut fonctionnaire, journaliste et écrivain français.

## Biographie
Descendant de Cerfberr de Medelsheim, il parcourt lors de voyages l'Algérie et l'Est.
En 1839, il est attaché à l'administration pénitentiaire au Ministère de l'Intérieur. Inspecteur des prisons sous Louis-Philippe, il est l'auteur de rapports très remarqués et de travaux sur des questions d'assistance publique ou d'administration et de plusieurs ouvrages.
Il fut le collaborateur de plusieurs journaux.
Il est le père de Charles Marie Gaston Cerfberr de Medelsheim, né à Paris, le 30 septembre 1858.

## Publications
- Projet d'établissement d'un pénitencier à Paris (1841)
- La vérité sur les prisons (1844)
- Le silence en prison, réflexions d'un condamné (1847)
- Ce que sont les Juifs en France (1843)
- Les Juifs, leur histoire, leurs mœurs (1846)
- La Guyane, civilisation et barbarie, coutumes et usages (1854)
- Paraboles (1854)
- La police d'assurances (1867)
- L'épargne par la dépense (1867)
- Biographie alsacienne (1878)
- Histoire d'un village (1881)
- L'architecture en France (1883)